# Yves Landry
Yves Landry (* 13. April 1947 in Trois-Rivières) ist ein ehemaliger kanadischer Radrennfahrer.

## Sportliche Laufbahn
Landry war im Straßenradsport aktiv und Teilnehmer der Olympischen Sommerspiele 1968 in Mexiko-Stadt. Das olympische Straßenrennen beendete er nicht. Im Mannschaftszeitfahren kam Kanada mit Joe Jones, Jules Béland, Marcel Roy und Yves Landry auf den 25. Rang.
1967 gewann er die Tour de la Nouvelle-France, das erste Etappenrennen in Kanada.